# Западно-Сибирский федеральный университет
Западно-Сибирский федеральный университет (ЗСФУ) — федеральный университет, который планировалось создать в Тюмени на базе крупнейших в Тюменской области существующих ТюмГУ и ТюмГНГУ.
Губернатор Тюменской области Владимир Якушев на встрече с Дмитрием Медведевым в январе 2011 года пояснял необходимость этого шага:
«Теперь все зависит от нас самих, — считает губернатор, — если мы будем проявлять активность, мы в эту программу попадем. Без создания федерального университета система высшего образования в Тюменской области просто будет отброшена на несколько лет назад».
Первый заместитель председателя Тюменской областной Думы Виктор Рейн:
«Я поддерживаю инициативу нашего губернатора, которая была озвучена на его встрече с президентом РФ, о создании Западно-Сибирского федерального университета. Это как раз тот случай, когда перед обществом стоит задача обеспечить все важнейшие сферы жизни высококачественными специалистами. Соответственно, задача высшего образования — выдать таких специалистов, грамотных и инновационно думающих».
Ректор ТюмГУ Г.Н. Чеботарёв:
"Плюсы создания федерального университета сосредоточены в области инновационной стратегии развития региона и в перспективе достижения конкурентных преимуществ на российском и мировом образовательном поле". 

Для подготовки создания крупномасштабной структуры федерального университета в ТюмГУ и ТюмГНГУ был произведён ряд внутренних изменений и перестановок. Так, например, в ТюмГУ были упразднены биологический, эколого-географический, физический, химический факультеты и Институт математики и компьютерных наук, вошедшие при этом в состав новообразованного ИМЕНИТ. В дальнейшем ИМЕНИТ был разделен на Физико-технический институт, Институт химии и другие институты.
Владимир Якушев:
От принятия решения до момента его реализации должно пройти немало времени, – подчеркнул глава региона. - Нам необходимо провести ряд серьёзных процедур и подготовить большой пакет документов. О слиянии вузов, как о свершившемся факте, можно будет говорить только после того, как решение утвердят на уровне правительства Российской Федерации.

Эти планы реализованы не были: ЗСФУ не создан.

## Внешние ссылки
- http://www.nashgorod.ru/news/news39930.html
- http://www.tumix.ru/news/?news=12063456
- http://www.utmn.ru/news/4326
- http://www.utmn.ru/news/4437